# Schloßberg
Grazský Schlossberg je mohutná skála z dolomitové horniny a dotváří jádro historického starého města Graz, hlavního města rakouského regionu Štýrsko. Leží přímo na břehu řeky Mury a vyčnívá 123 m nad grazským Hlavním náměstím. Kromě Hodinové věže, symbolu Grazu, najdeme na Schlossbergu také hradní sklepy, zvonici, 98 m hlubokou tureckou studnu a řadu dalších malých uměleckých objektů. Jako jádro Starého města Graz náleží k světovému dědictví UNESCO.

## Historie
Základy osídlení byly nalezeny již v 8. století př. n. l. V roce 1125 byl na holé skále vystavěn románský hrad, který dal Grazu název (Gradec znamená slovinsky "malý hrad"). Později byl hrad zgotizován a v roce 1544 přestavěn dle plánu Domenica dell'Allia na renesanční mohutnou pevnost. Hrad je zapsán v Guinnessově knize rekordů jako nejsilnější pevnost všech dob.
Dokonce ani Napoleon jej na začátku 19. století nemohl dobýt. Teprv když v roce 1809 obsadil Vídeň a vyhrožoval zkázou hlavního města, Graz se vzdal a téměř všechna opevnění byla zbořena – pouze Zvonice a Hodinová věž zůstaly, ty byly od grazských občanů vykoupeny a tak se vyhnuly zkáze. Zhruba o třicet let později začal Ludwig von Welden s přestavbou v romantickou zahradu s velkým množstvím cest, vhodné na procházky, a množstvím jihozemských rostlin, kterým mírné grazské klima prospívá.
Za druhé světové války byl totálně nasazenými ve vnitřku hory vybudován rozsáhlý systém štol, dlouhý 6,3 km, s 20 vchody a zhruba 12 000 m^2 zastavěné plochy, který sloužil jako velící centrála a protiletecký prostor až pro 40 000 lidí. Tyto tunely se dnes ještě zčásti využívají, najdeme zde:
- výtah na Schlossberg
- "Dom im Berg" - výstavní hala
- pěší cestu z Schlossbergplatzu k Karmeliterplatzu
- pohádkovou jeskynní dráhu
- muzeum důlních drah, které patří soukromému spolku (není volně přístupné)

Další části štoly jsou příležitostně využity pro výstavy (např. "Berg der Errinerungen" (Kopec vzpomínek) v rámci Let kulturního hlavního města).
V roce 1999 se grazský Schlossberg společně s historickým centrem města dostal jako pátý komplex v Rakousku na světový list dědictví UNESCO.

### Pověst
Pověst o vzniku Schlossbergu praví: Ďábel slíbil grazským občanům, že Schöckl udělá ještě vyšším. Jako protislužbu žádal duši prvního, který na vyvýšený kopec vystoupá. Grazští občané souhlasili, a tak nato ďábel přiletěl k jedné obrovské skále, aby si ji přivezl. Jak se vrátil, povšiml si však průvodu lidí ve městě a vypozoroval, že je Velikonoční neděle - avšak v tento den nemůže páchat na lidech žádné zlo a tudíž si nemůže pro sebe vzít duši. Na skálu ve městě vrhnul spoustu hněvu. Ta se rozlomila na dva kusy, ten větší kus se stal Schlossbergem. A na menším se vytvořil Austein, na které se dnes nachází návěští s křížovou cestou.

### Vlastní jméno
Ani po reformě německého pravopisu se název nepíše se 'ss', nýbrž se, z historických důvodů, zachoval název s 'ß'.

## Přístup
Návštěvníci mohou k výstupu na Schlossberg využít lanové dráhy, výtahu a nebo vystoupat po 260 schodech. Další možností je množství cest vedoucích nahoru ke Schlossbergu, které mají také význam rekreačního místa pro Grazany a turisty.

### Lanová dráha
Lanová dráha byla zřízena roku 1894 a naposledy renovována v roce 2004, kdy byla vybavena novými vagony. Tato pozemní lanová dráha na západní straně vede z Kaiser-Josef-Kai nahoru do kasemat a Schlossberské restaurace.

### Výtah
V roce 2000 byl při stavbě výtahů také vytvořen bezbarierový přístup, a na Schlossberg se mohou dostat i hendikepovaní lidé.
Za 4,1 milionů eur byla ve středu skály na úrovni Schlossbergplatz vyhloubena cca 7 metrů široká šachta, více než 77 m hluboká, vedoucí k jednomu z přístupů v blízkosti hodinové věže. V šachtě jezdí dvě kabiny pro max. 15 osob. Stoupací rychlost je 2,5m/s, jízda trvá cca 30s.
S nově otevřenou Schlossberskou restaurací byla prodloužena provozní doba výtahů od čtvrtka do neděle až do 2:30 hodin.

## Stavby na Schlossbergu
Stavby jsou seřazeny zhruba od nejvyššího bodu po nejnižší.

### Velká Studna
Dle návrhu Lazara von Schwendiho vybudovaná studna Domenicem dell'Alliem v letech 1544–1547 je největším stavebním uměním tohoto umělce. V 16 m hlubokém kotli je do kruhu uspořádáno pět studnových šachet s průměrem 3,6 metrů, jejichž objem činí 900 000 litrů. Tam přitéká ze střech přilehlých domů dešťová voda a je zde přefiltrována a slouží dnes jako rezerva pro hašení. Kamenná obrubeň studny z roku 1739 nabyla díky studnovému altánu z roku 1897 dnešní podoby.

### Pomník Majora-Hackera (Hackherův lev)
Bronzová plastika lva od Otta Jarla uctívající Majora Franze Hackhera, který se v roce 1809 se bránil s "hrstkou vojáků" (17 důstojníků a 896 vojáků) proti řítícím se francouzům (cca 3000 vojáků). Protože neexistoval žádný obraz Majora Hackhera, byl mu na poctu vystavěn lev. Originál vznikl v roce 1909, ale v roce 1941, za druhé světové války, byl roztaven. Teprve v roce 1965 postavil na žádost města Graz Wilhelm Gösser jeho repliku.

### Schlossberské jeviště v kasematách
V původním hradním příkopu byl v roce 1578 vestavěn "Náčelníkův dům", jehož obrovské sklepní klenby byly určeny k přijímání zásob, dočasně také k uvěznění vězňů. Po klenbě dokonce mohly jezdit vagony, na západní straně je ještě patrný vjezd. V troskách budovy, která byla zřícena roku 1809, bylo zřízeno nynější přírodní divadlo a roku 1937 otevřeno Beethovenovým "Fideliem". Moderní přístřešek byl dokončen roku 1987. Kasematy byly přestavovány až do roku 2009. Při tom bylo jeviště otočeno o 180 stupňů a zmenšeno.

### Zvonice
34 m vysoká, osmiboká zvonice byla postavena v roce 1588 na příkaz Karla II. Uvnitř se nachází třetí největší zvon Štýrska, který byl v roce 1587 v Grazu odlit Mertem Hilgerem. Má průměr téměř dva metry a váží 4632 kg. Zvon zvoní 101 údery (zvon byl odlit Turky ze 101 dělových koulí) denně v 7, 12 a 19 hodin. Během intervencí grazského hradu zůstala zvonice v roce 1809 uchráněna před střelbami Francouzů. Pod zvonicí se nachází podzemní sklepení, známé pod jménem "Bassgeige".

### Thomasova kaple
Do roku 1810 stála vedle zvonice kaple vysvěcená apoštolu Thomasi. Jednalo se o románskou kruhovou rotundu, která byla pravděpodobně zřízena v 12. století. Po střelbě Francouzů byla stavba zachována, ale byla ukradena měděná střecha. Díky povětrnostním vlivů kaple zchátrala a nakonec byla zčásti odstraněna. Dnes jsou viditelné jen základy z ocelového můstku vedle zvonice.

### Kanónová chýše
Kanónová chýše byla postavena roku 1544, stejně tak jako zbytek tvrze podle plánů Domenica dell'Allia. Působila nejprve k obraně a později jako státní vězení a umístění požárního poplachu. Spolu s dalším zařízením byla Francouzi srovnána se zemí. V letech 1978–1979 byla při příležitosti 850. výročí města Graz přestavěna díky daru od Obchodní komory. Až do roku 1797 byli v Kanónové chýši umístěni "Čtyři evangelisté", čtyři kanóny pro varování veřejnosti před blížícími se nepřáteli a při požárech. Ty byly v roce 1809 odneseny Francouzi. Dnes jsou místo toho vystaveny dva větší a dva menší kanóny, které byly odlity v Paříži. Ve zvonové stolici je také poplachový zvonek (z roku 1796). V budově nyní sídlí grazské muzeum vojenské posádky.

### Chlévové hradby
Stavba této mohutné hradby, vysoké více než 20 m a s 6 m širokou opěrnou zdí, začala v roce 1544 na stejném místě, jako bývalo opevnění středověkého hradu. Na něm stával chlév, podle kterého hradby dostaly název. Dřevěné dveřní křídlo na jižní straně pochází z 19. stol. Nepravá "Egyptská brána" byla zřízena Dr. Bonaventurem Hödlem v roce 1820, pergola v roce 1900. Ve východním rohu se nachází jediná zbývající strážní věž.

### Čínský pavilon a Biskupská židle
Čínský pavilon byl zřízen v roce 1890 a nahradil starší románský sad s vinnou révou.
Biskupská židle je kamenná lavice se zvětralým písmenným znakem a na zadní straně s gotickou kružbou. Jedná se o nalezený kus z pozdně gotické éry hradu na Schlossbergu. Legenda praví, že zde po 40 letech ve vazbě ve Schlossbergu odpočíval zemřelý biskup Graf Nádasdy.

### Turecká kašna
V letech 1554–1558 byla tato kašna, hluboká 94 m, vyhloubena k podzemní vodě řeky Mur, aby byly v pevnosti zásoby vody v případě delšího obléhání. Stavební plán pocházel od stavitele Domenica dell'Allia. Nynější jméno dostala brána v 19. století, kdy byli údajně zajati Turci, kteří se pak účastnili na vykopávkách. Doopravdy to byli ale Martolosové, z windischských hranic. Ještě roku 1934 tu byla z jedné strany otevřená hala s čerpadlem, lanový naviják a dvě velká dřevěná vědra.

### Domek herce G. Starcke
V roce 1575 zřídil mistr Dionisio Radei na úpatí Chlévových hradeb prašnou bránu, která však byla roku 1809 zničena Francouzi. Na témže místě vystavěl Dr. Bonaventura Hödl v roce 1820 domek na vinici v neogotickém stylu architektonickém stylu "krab" a pod ním vysadil na přilehlé terase víno. Na přelomu století zde žil dvorní herec Gustav Starcke (1848 - 1921), napsal zde vlastní básně, které byly věnovány Schlossbergu. Dnes se v této stavbě nachází restaurace, z jejíž terasy je nádherný výhled na západní část Grazu.

### Hodinová věž
Hodinová věž je symbol a zároveň nejstarší budova města Graz. Věž byla postavena již v roce 1265 a skrývá tři vnitřní zvony: Hodinový zvon (nejstarší zvon Grazu: 1382), Smolařský zvon (cca 1450) a Ohnivý zvon (1645).

### Hradní bašta
Dodnes zachovaná bašta byla v roce 1551/1552 zřízena italským mistrem Domenicem dell'Alliem, dohotovena teprve v roce 1556. Od roku 1930 je přístupná veřejnosti a dnes je nejkvětnatější částí Schlossbergu.

### Cerriniho zámeček
Karl Freiherr von Cerrini (1777 - 1840) hrdinsky hájil v roce 1809 Hradní baštu proti francouzskému vojsku. Díky svým zásluhám po mírovém ukončení v roce 1820 získal od Francouzů povolení vybudovat dům na jihovýchodním rohu odstřeleného průlomu pod hodinovou věží. V letech 1995 - 1997 byl celý dům renovován městem Graz a slouží jen jako pracovní a azylové místo pro umělce vyhnané z jejich domovské země.

### Herbersteinova zahrada
Na jižním svahu Schlossbergu se odjakživa pěstovalo víno. Na této kultivaci má obzvláště zásluhu hraběcí rodina Herberstein, která založila ve svém paláci na Sackstrasse (dnes již neschůdnou) skalní stezku v jejich vinné zahradě. V roce 1930 byla Herbensteinova zahrada zprůchodněna "válečnou stezkou" a tedy byly otevřeny publiku "střešní zahrady Grazu". Terasy se středozemní květenou patří mezi nejkrásnější ukázky Zahradní architektury meziválečné doby.

### Válečná stezka
Nahoru k hodinové věži vede 260 schodů z Schlossbergbahnplatzu. Na stavbě stezky se podíleli v roce 1914 do 1918 rakouští zákopníci a ruští váleční zajatci, načež jí bylo dáno jméno Ruská stezka. Známější je však výraz Válečná stezka, neboť zde byly během první světové války vystavěny schody. V letech 1924 - 1928 byla u příležitosti 800. výročí města Graz doplněna o podélně vedenou západní skalní hráz.

## Fauna a flora
Na Schlossbergu najdeme množství smíšených lesů sestávající z buků, habrů, jasanů, jilmu a mnoha druhů javoru, které jsou na slunečných místech smíchány s různými druhy, jako akáty a pajasan. Velmi dobře se zde daří břečťanu, který šplhá na mnoha kmenech, ale také skalních částech. Na zahradní části se nachází Karl-Böhm-Allee se svými japonskými třešněmi a poblíž najdeme habrovou alej, pod hodinovou věží také fíkovník, nádherné kvetoucí keře v Herbensteinově zahradě a u kanónové bašty imposantní paulovnii.
Můžeme zde zpozorovat asi 50 druhů ptáků, včetně desítek druhů hnízdících ptáků, jako je puštík obecný, poštolka a lejsek bělokrký. Do 16. století zde hnízdil ibis skalní.

## Fotogalerie

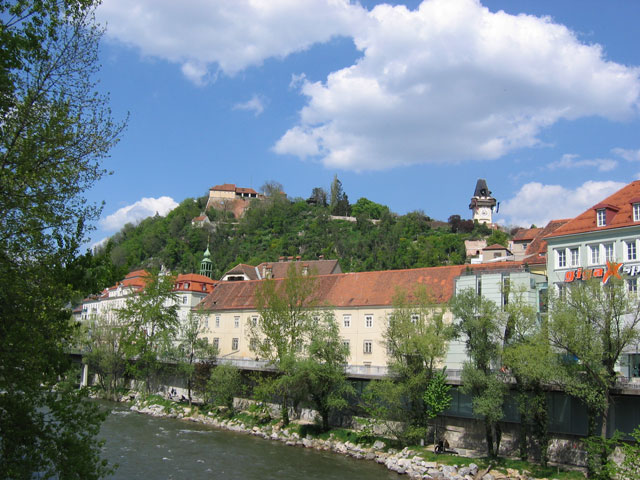
Schlossberg, pohled z řeky Mur
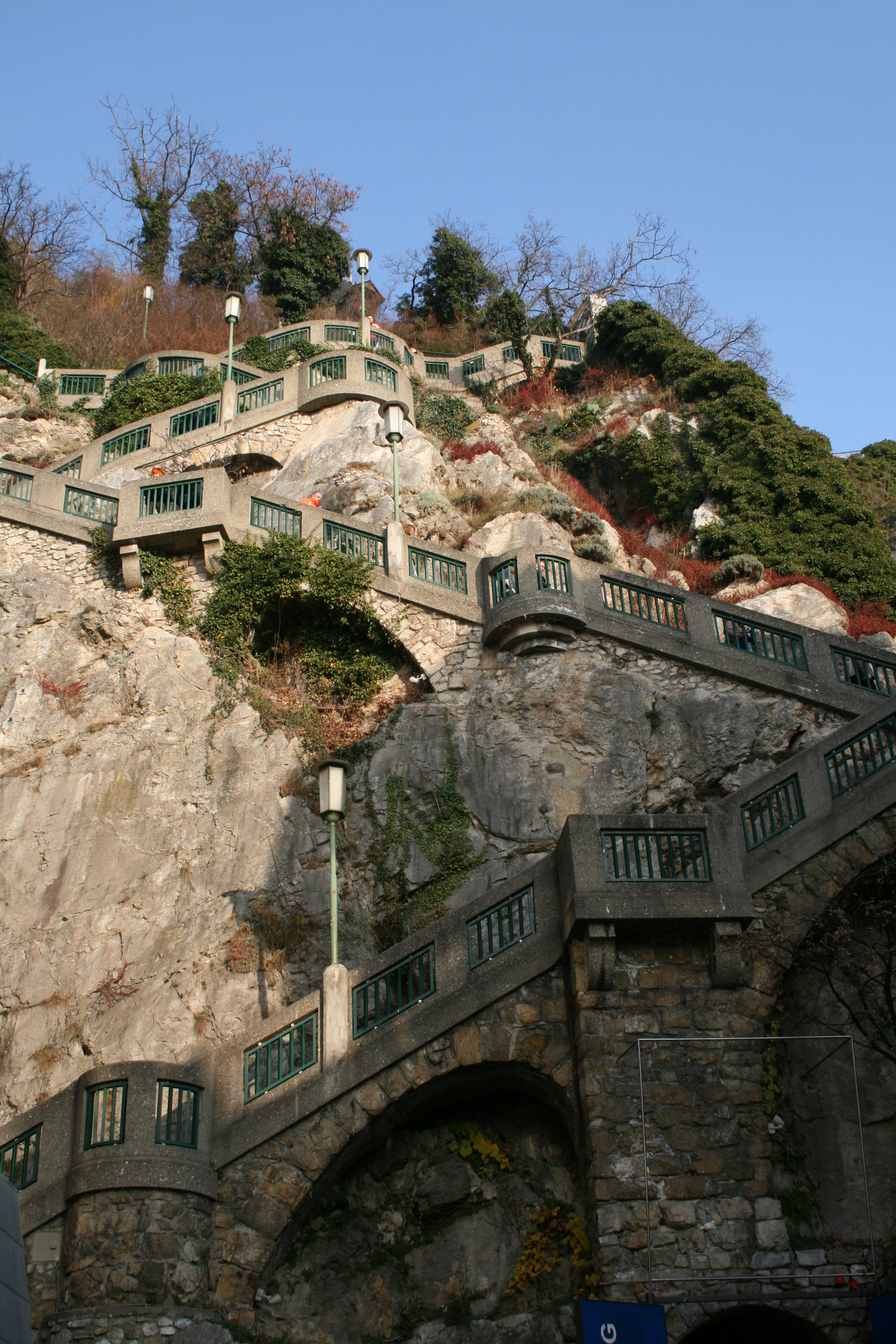
Cesta na Schlossberg
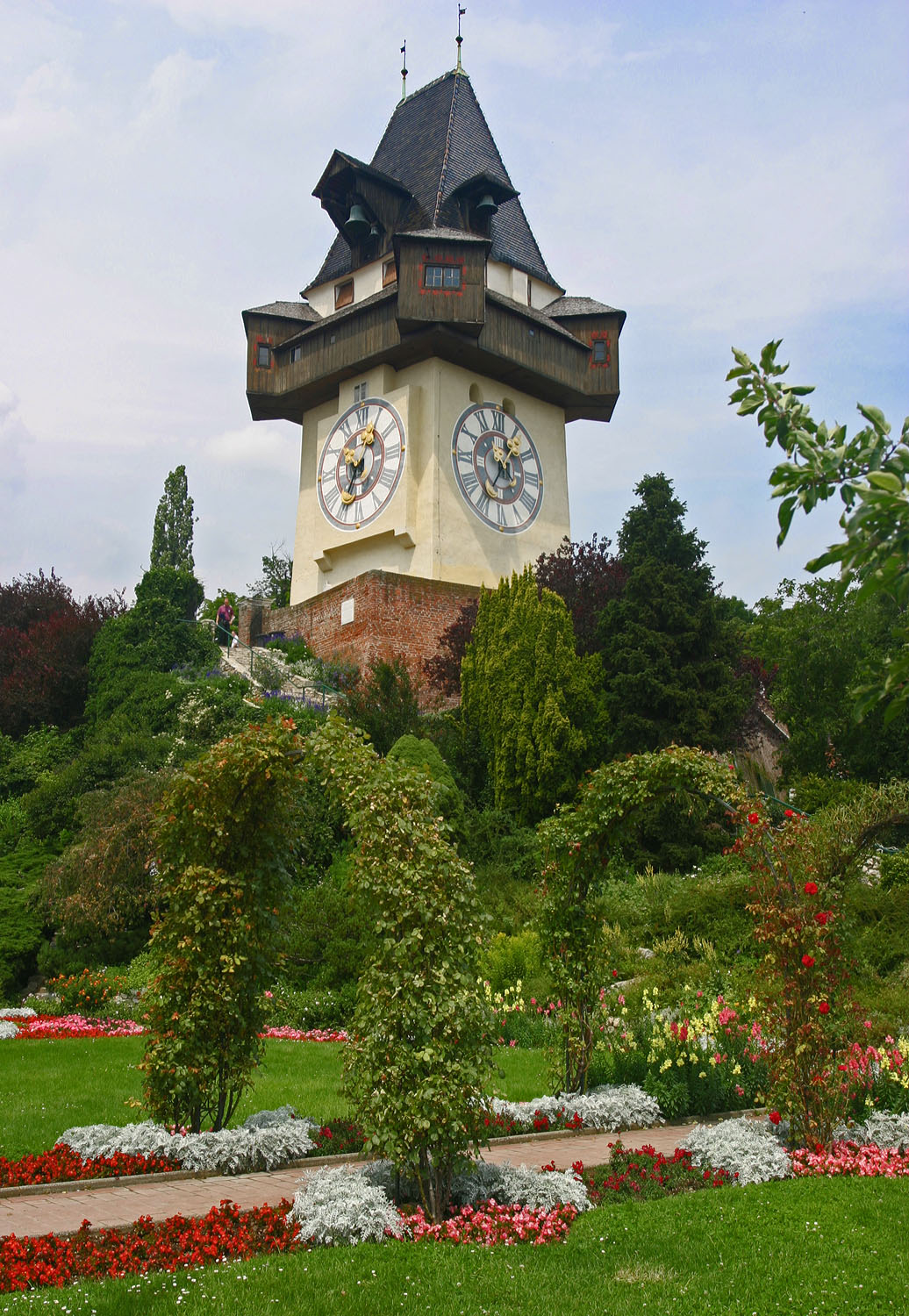
Hodinová věž
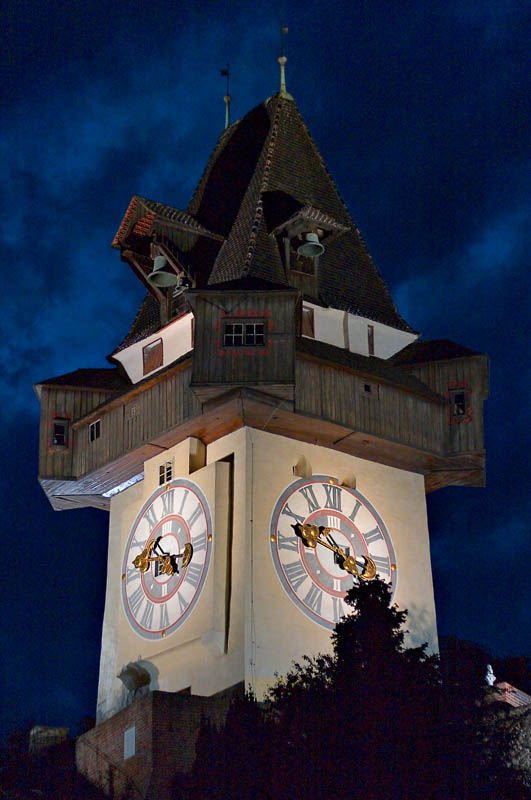
Hodinová věž v noci
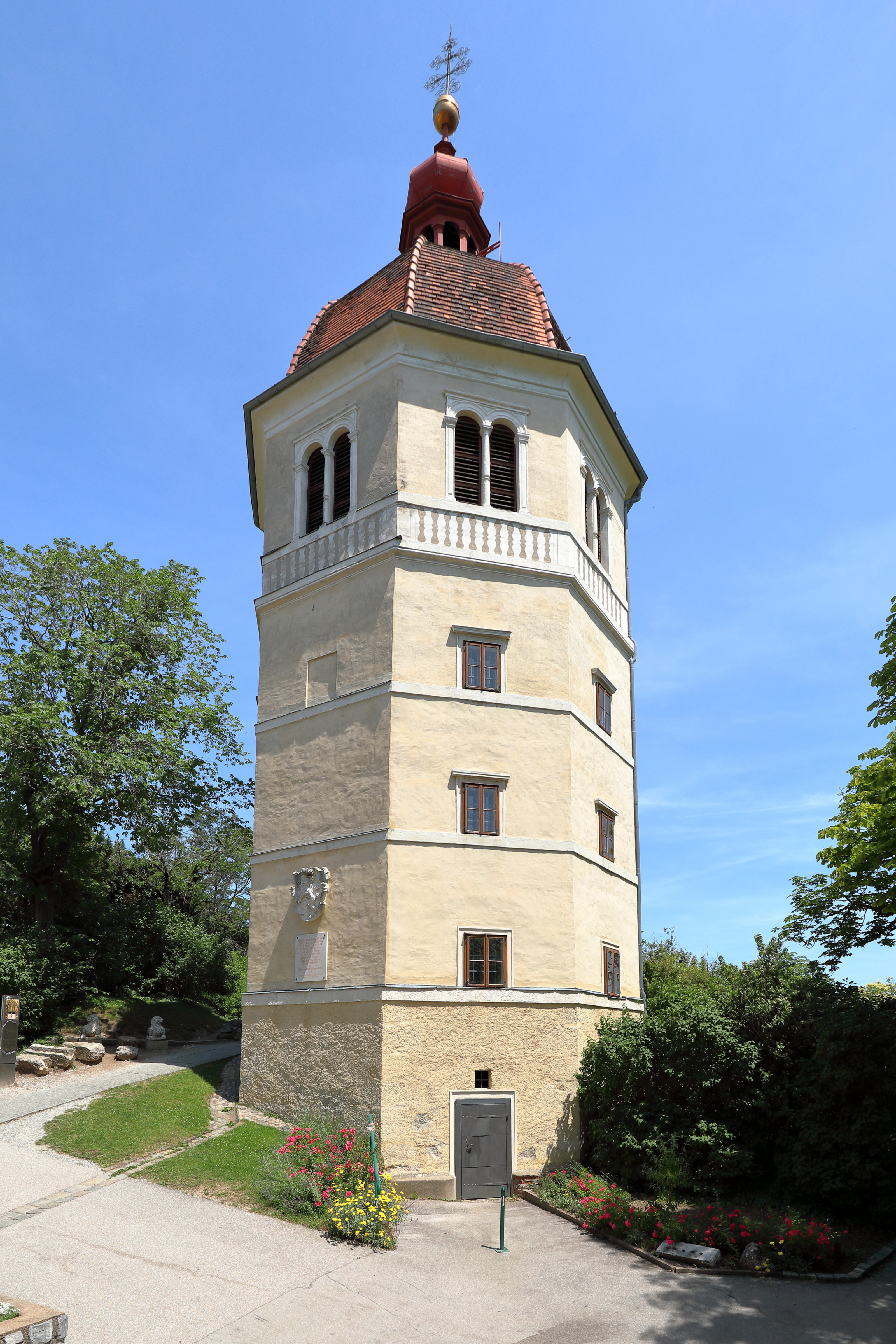
Zvonice
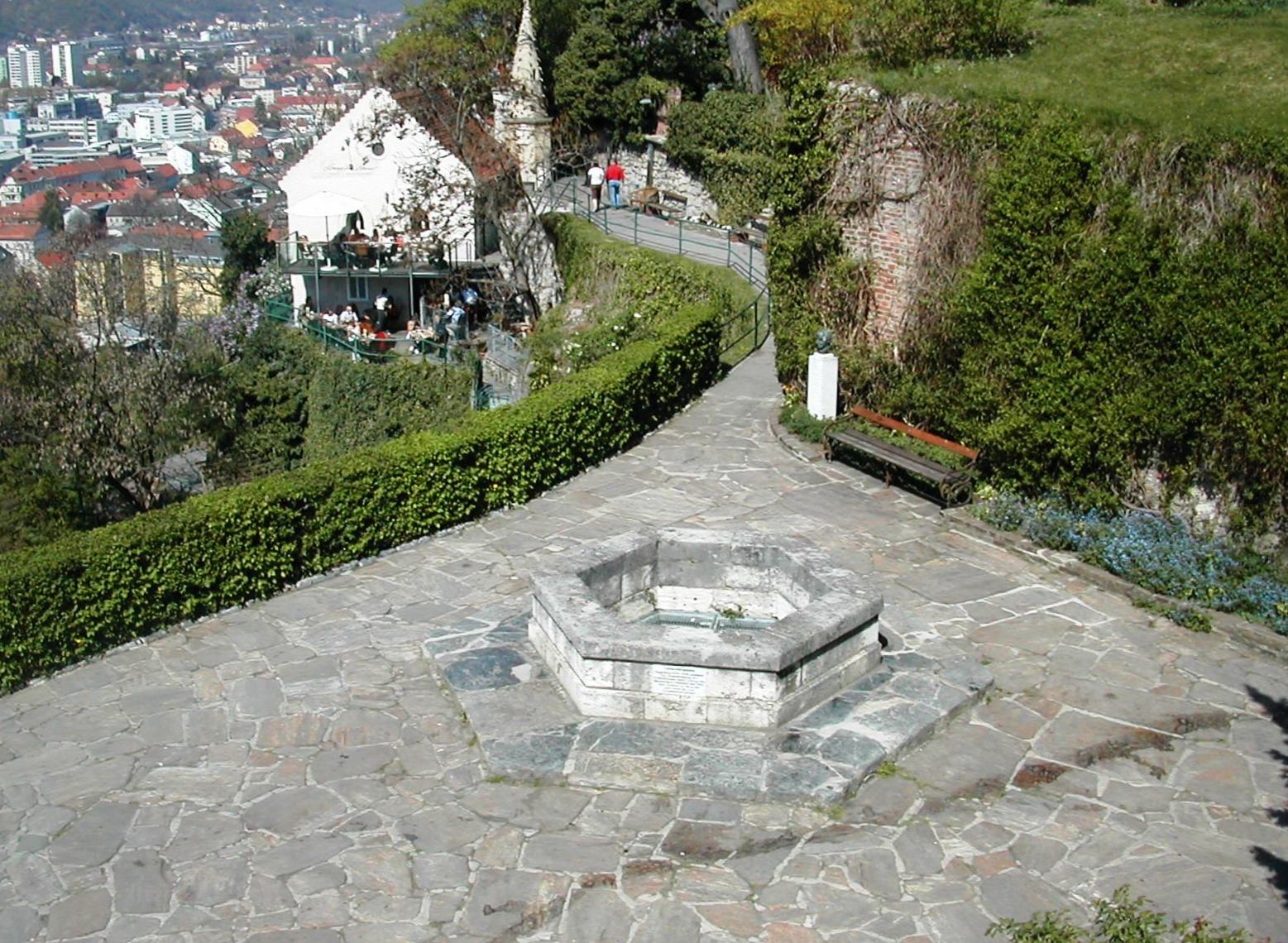
Starckův domek a Turecká kašna
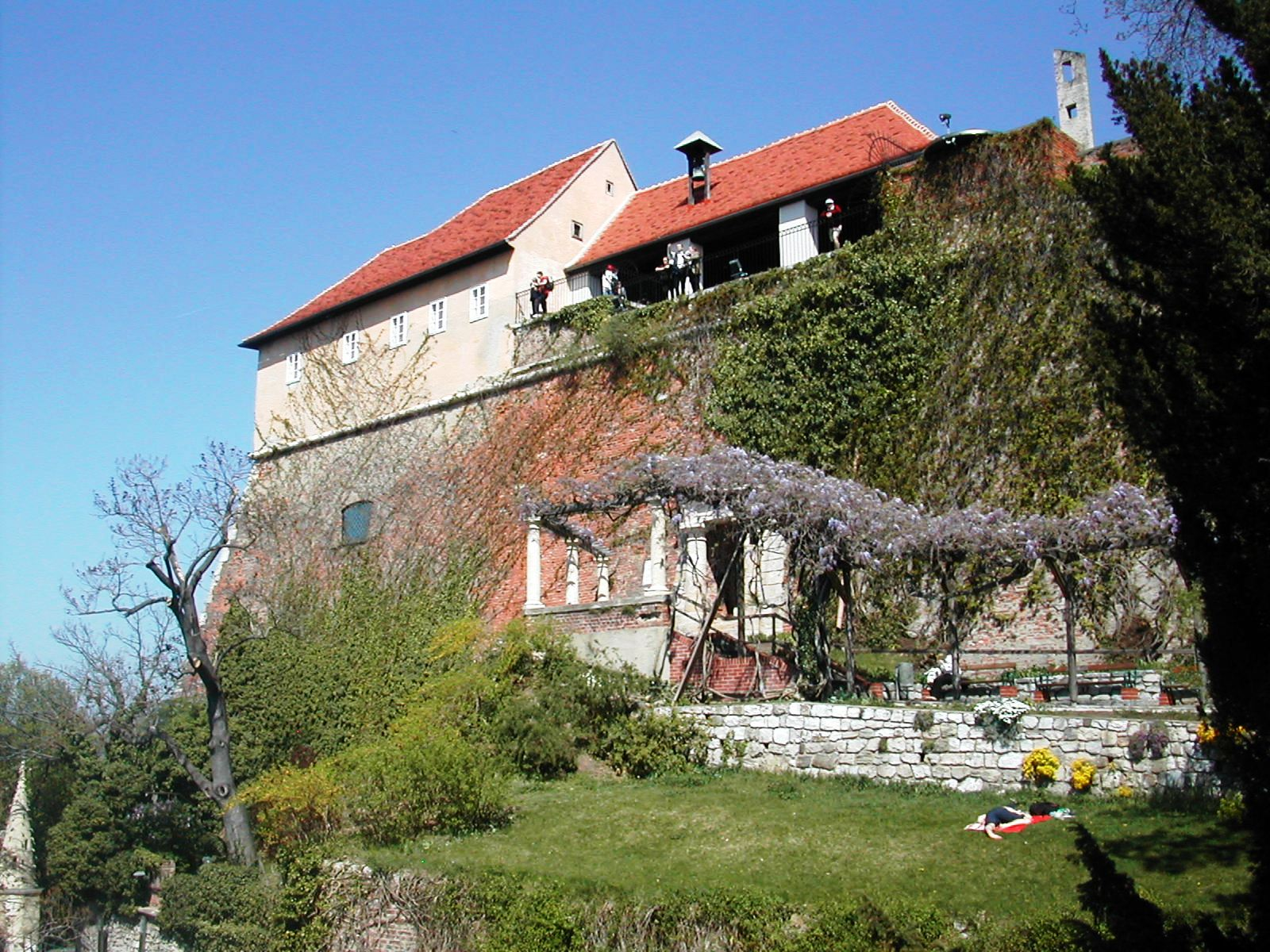
Chlévové hradby
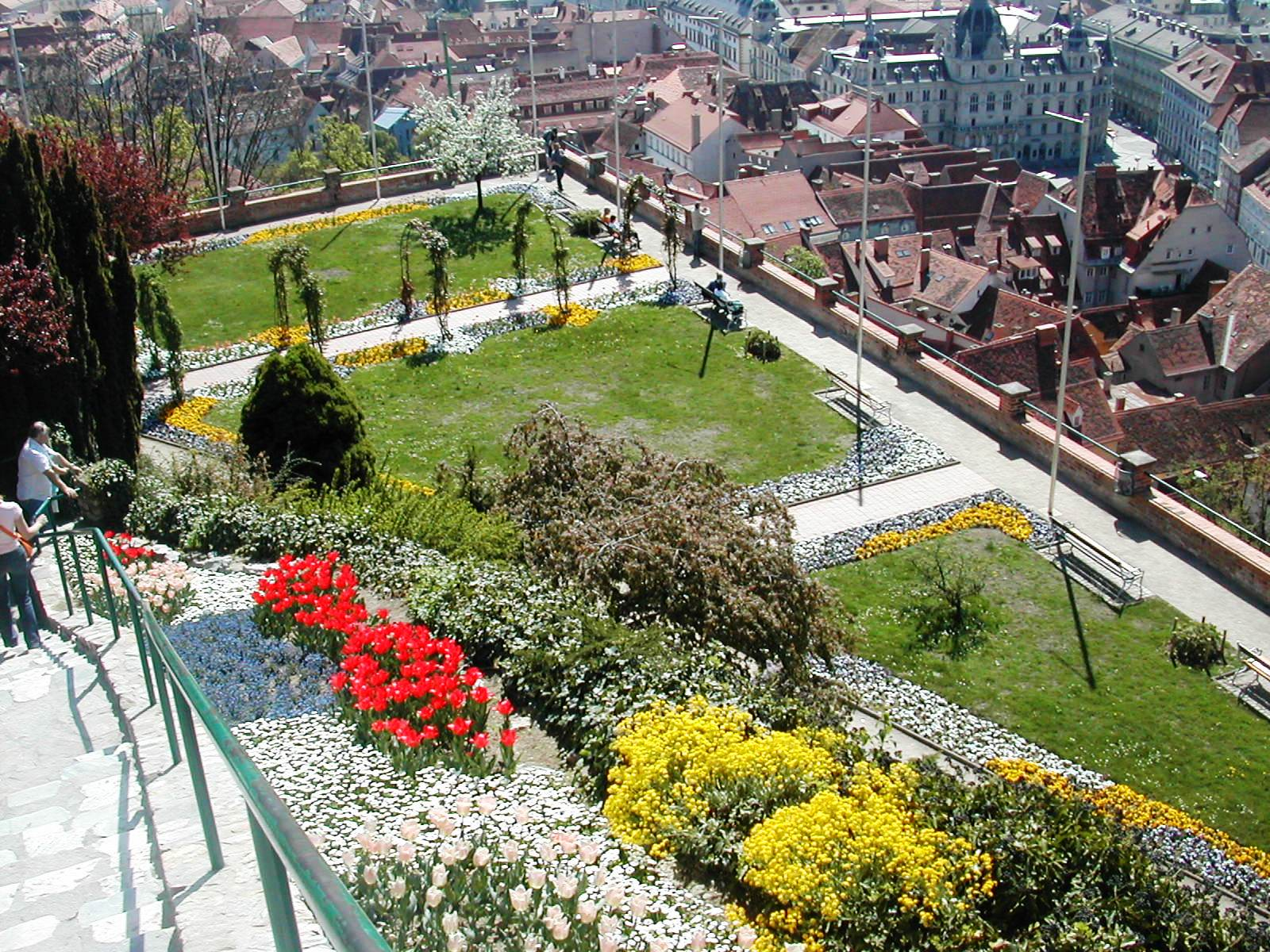
Hradní bašta